# 健素糖
健素糖是台灣糖業公司以酵母粉为主要原料制造的营养保健类糖果，後因台糖健素採購弊案而停產。1980年代台灣小學生都被免費供應健素糖。

## 主要成分
- 酵母粉
- 果糖
- 砂糖
- 玉米淀粉
- 食用胶
- 添加薄荷脑、杏仁油、柠檬香精、橘子香精、草莓香精、可可脂，以及食用色素。